# Jenn Murray
Jenn Elizabeth Murray é uma atriz norte-irlandesa. Por sua atuação no filme Dorothy Mills, foi indicada pela IFTA na categoria de melhor atriz.

## Filmografia
| Ano  | Título                                  | Papel                        | Notas                                     |
| ---- | --------------------------------------- | ---------------------------- | ----------------------------------------- |
| 2008 | The Clinic                              | Sorina                       | série de TV, episódio #6.2                |
| 2008 | Dorothy Mills                           | Dorothy Mills (protagonista) | estreia no cinema                         |
| 2009 | Sunshower                               | Moça                         |                                           |
| 2009 | The Bill                                | Ruby Deegan                  | série de TV, episódio: "On the Money"     |
| 2009 | The Day of the Triffids                 | Susan                        | série de TV, segunda parte                |
| 2010 | Lewis                                   | Charlotte Corwin             | série de TV, episódio: "Falling Darkness" |
| 2011 | The Fades                               | Natalie                      | série de TV, episódios 1-5                |
| 2012 | Earthbound                              | Maria                        |                                           |
| 2013 | Truckers                                | Michelle Truss               | série de TV da BBC1                       |
| 2015 | Angel                                   |                              |                                           |
| 2015 | Brooklyn                                | Dolores                      |                                           |
| 2016 | Love & Friendship                       | Lady Lucy Manwaring          |                                           |
| 2016 | Fantastic Beasts and Where to Find Them | Chastity                     |                                           |